# I liga seria A polska w piłce siatkowej mężczyzn (1995/1996)
I liga seria A polska w piłce siatkowej mężczyzn 1995/1996 − 60. edycja rozgrywek o mistrzostwo Polski w piłce siatkowej mężczyzn.
Po rundzie zasadniczej 4 najlepsze zespoły przeszły do grupy mistrzowskiej, a pozostałe 4 walczyły w grupie o utrzymanie.

## Drużyny uczestniczące
| | I liga seria A 1995/1996         |   |      |
| --- | -------------------------------- | - | ---- |
| CZE | AZS Yawal Częstochowa            | 1 | PEMK |
| NYS | Stal Hochland Nysa               | 2 |      |
| RAD | Czarni Radom                     | 3 |      |
| SZC | Morze ESPEBEPE Szczecin          | 4 |      |
| GOR | Stilon Gorzów Wielkopolski       | 5 |      |
| SOS | Płomień Sosnowiec                | 6 |      |
| | Awans z serii B                  |   |      |
| LEG | Legia Warszawa                   | 1 | PEZP |
| KED | Mostostal-Azoty Kędzierzyn-Koźle | 2 |      |
| Oznaczenia: - kolumna pierwsza – skróty nazw drużyn wpisane na mapie (jeśli ta została zamieszczona), - kolumna trzecia – miejsce zajęte przez daną drużynę w poprzednim sezonie. |                                  |   |      |

## Runda zasadnicza

### Tabela
| Lp. | Drużyna                          | Pkt | Mecze | Mecze | Mecze | Sety | Sety | Sety  |
| Lp. | Drużyna                          | Pkt | M     | W     | P     | wyg. | prz. | ratio |
| --- | -------------------------------- | --- | ----- | ----- | ----- | ---- | ---- | ----- |
| 1   | Legia Warszawa                   | 49  | 28    | 21    | 7     | 68   | 33   | 2.061 |
| 2   | AZS Yawal Częstochowa            | 47  | 28    | 19    | 9     | 64   | 41   | 1.561 |
| 3   | Kazimierz Płomień Sosnowiec      | 45  | 28    | 17    | 11    | 61   | 44   | 1.386 |
| 4   | Stal Hochland Nysa               | 44  | 28    | 16    | 12    | 59   | 49   | 1.204 |
| 5   | Morze ESPEBEPE Szczecin          | 43  | 28    | 15    | 13    | 53   | 49   | 1.082 |
| 6   | Mostostal-Azoty Kędzierzyn-Koźle | 37  | 28    | 9     | 19    | 43   | 65   | 0.662 |
| 7   | Czarni Radom                     | 37  | 28    | 9     | 19    | 34   | 64   | 0.531 |
| 8   | Stilon Gorzów Wielkopolski       | 34  | 28    | 6     | 22    | 30   | 67   | 0.448 |

Źródło: www.historia.azsnysa.pl
Punktacja: zwycięstwo – 2 pkt; porażka – 1 pkt
     Grupa mistrzowska
     Grupa spadkowa

## Klasyfikacja końcowa
| Miejsce | Drużyna                          |
| ------- | -------------------------------- |
| 1       | Kazimierz Płomień Sosnowiec      |
| 2       | Legia Warszawa                   |
| 3       | AZS Yawal Częstochowa            |
| 4       | Stal Hochland Nysa               |
| 5       | Morze ESPEBEPE Szczecin          |
| 6       | Czarni Radom                     |
| 7       | Mostostal-Azoty Kędzierzyn-Koźle |
| 8       | Stilon Gorzów Wielkopolski       |

     Puchar Europy Mistrzów Krajowych 1996/1997
     Puchar CEV 1996/1997
     Puchar Europy Zdobywców Pucharów 1996/1997
     spadek do serii B